# Macrocarpaea lucubrans
Macrocarpaea lucubrans är en gentianaväxtart som beskrevs av Jason Randall Grant. Macrocarpaea lucubrans ingår i släktet Macrocarpaea och familjen gentianaväxter. Inga underarter finns listade i Catalogue of Life.